# Étienne Soler
Étienne Soler o Esteve Solere (Montlluís, 4 d'abril del 1753 - París, 1817) va ser un clarinetista i compositor nord-català que va fer carrera a París. Està ressenyat com a maçó de diverses lògies del Gran Orient de França.
Als catorze anys s'enrolà com a clarinetista en una banda militar del regiment d'Infanteria de la Xampanya, de guarnició a Montlluís per guardar la frontera. Després de dotze anys de servei, el 1779 obtingué llicència per passar com a primer clarinetista a l'orquestra del duc d'Orleans. A la mateixa època estudià amb Michel Yost, el fundador de l'escola francesa de clarinet, amb qui feu grans progressos que es traduïren en un èxit al Concert Espirituel del 1784. En morir el duc fou admès a la capella reial, també en qualitat de primer clarinet, i entrà com a professor de l'instrument a l'acabat de fundar (1895) conservatori de París. Havent estat comprès en la reforma del 1802, trobà en Jean-François Lesueur un protector que, dos anys més tard, el feu entrar com a músic al servei de Napoleó Bonaparte. Quan morí el pare d'Hippolyte Chélard, Soler ocupà la seva plaça de segon clarinet a l'orquestra de l'Òpera de París, i la retingué fins a la pròpia mort, el 1817.

## Obres
Va compondre dues simfonies concertants per a dos clarinets, set concerts per al mateix instruments, fantasies i gran nombre d'obres per banda. Va ser autor de setanta-cinc peces d'harmonia militar, fantasies, marxes, pasdobles... per a banda i d'altres peces de concert, especialment per a clarinet (com dues simfonies concertants i set concerts més per a aquest instrument).
- Symphonies concertantes pour deux clarinettes, núm. 1 et 2
- Concertos pour clarinettes, núm. 1, 2, 3, 4, 5, 6, 7
- Duos pour clarinettes, oeuvres 1 et 2
- Fantaisies pour clarinette et piano, núm. 1, 2, 3
- Airs variés pour la clarinette, liv. 1, 2, 3, 4, 5